# Edmond Jacquelin
Antoine Jean-Baptiste Edmond Jacquelin (Santenay, 31 de marzo de 1875-París, 29 de junio de 1928) fue un deportista francés que compitió en ciclismo en la modalidad de pista. Ganó cuatro medallas en el Campeonato Mundial de Ciclismo en Pista entre los años 1896 y 1901.

## Medallero internacional
| Campeonato Mundial | Campeonato Mundial     | Campeonato Mundial | Campeonato Mundial       |
| Año                | Lugar                  | Medalla            | Competición              |
| ------------------ | ---------------------- | ------------------ | ------------------------ |
| 1896               | Copenhague (Dinamarca) | Medalla de bronce  | Velocidad individual (P) |
| 1898               | Viena (Austria)        | Medalla de bronce  | Velocidad individual (P) |
| 1900               | París (Francia)        | Medalla de oro     | Velocidad individual (P) |
| 1901               | Berlín (Alemania)      | Medalla de plata   | Velocidad individual (P) |

## Palmarés
- 1895
  - 1.º en el Gran Premio de Milán
  - 1.º en el Gran Premio de Madagascar
- 1896
  - Campeón de Francia de velocidad 
  - 1.º en el Gran Premio de Amberes
  - 1.º en el Gran Premio de Viena
  - 1.º en el Gran Premio de la Financio (con Ludovic Morin)
- 1898
  - 1.º en el Gran Premio de Turín
  - 1.º en el Gran Premio de Pascua
- 1899
  - 1.º en el Gran Premio de Berlín
- 1900
  - Campeón del mundo de velocidad 
  - Campeón de Francia de velocidad 
  - 1.º en el Gran Premio de París
  - 1.º en el Gran Premio de Alemania
  - 1.º en el Gran Premio de Lille
  - 1.º en el Gran Premio de Nantes
  - 1.º en el Gran Premio de Roubaix
  - 1.º en el Gran Premio de Senlis
- 1901
  - 1.º en el Gran Premio de Amberes
  - 1.º en el Gran Premio de Reims
  - 1.º en el Gran Premio de Europa
  - 1.º en el Gran Premio de Nantes
- 1902
  - Campeón de Francia de velocidad 
  - 1.º en el Gran Premio de Nantes
  - 1.º en el Gran Premio de Pascua
- 1904
  - 1.º en el Gran Premio de Francia
  - 1.º en el Gran Premio de Pascua